# Odontomyia rufocera
Odontomyia rufocera is een vliegensoort uit de familie van de wapenvliegen (Stratiomyidae). De wetenschappelijke naam van de soort is voor het eerst geldig gepubliceerd in 2001 door Woodley.